# Erich Müller (Politiker, 1938)
Erich Müller-Bucher (* 1. April 1938 in Henau, Kanton St. Gallen; † 28. Februar 2019 in Winterthur) war ein Schweizer Industriemanager und Politiker (FDP).
Erich Müller absolvierte zunächst eine Banklehre. Nach seiner Matura studierte er Ökonomie (lic. oec. HSG) an der Hochschule St. Gallen (HSG). 1965 startete er seine Karriere in der EDV-Abteilung bei dem Winterthurer Industriekonzern Sulzer AG. Er liess sich als Programmierer ausbilden und war im IT-Management des Konzerns tätig. Er wurde Assistent des Finanzchefs, Leiter der Vorkalkulation im Finanz- und Rechnungswesen und schliesslich Finanzchef der Sulzer AG, später Generaldirektor und Mitglied der Konzernleitung sowie Verwaltungsrat von Sulzer. 2001 wurde er pensioniert.
Müller startete eine zweite Karriere in der Politik und engagierte sich seit 1995 als Quereinsteiger für die Freisinnig-Demokratische Partei. Er gehörte dem Nationalrat des Kantons Zürich von 1995 bis 2003 an. Er gehörte der Sicherheitspolitischen Kommission NR (1995–1998), der Finanzkommission NR (1998–2003) und der Finanzdelegation (1999–2000 als Vizepräsident, 2000–2001 als Präsident, 2001–2003 als Mitglied) an.
Von 1978 bis 1990 engagierte er sich in der Kirchenpflege von St. Peter und Paul in Winterthur. Er war unter anderem Präsident der Schweizerischen Stiftung «Solidarität Dritte Welt» in Winterthur. Müller war seit Studientagen Mitglied des Schweizerischen Studentenvereins.